# قوم کاسی بریتانیا
قوم کاسی بریتانیا (انگلیسی: Cassi) قبیله ای از بریتانیای عصر آهن در قرن اول قبل از میلاد بودند. قوم کاسی در بریتانیا، به کمک ذکر مختصری در نوشته‌های ژولیوس سزار شناسایی شد.
در طی حمله دوم ژولیوس سزار به بریتانیا در سال ۵۴ قبل از میلاد، به دنبال موفقیت کامل نظامی سزار و بازگرداندن پادشاه ماندوبراسیوس به قدرت، و نابود ساختن و قلع و قمع مخالفان با رومیان، که حول شخصیت کاسیبلآنوس جمع شده بودند، که کاسیبلآنوس یکی از اعضای قبیله کاسی‌ها بوده‌است. در نهایت وفاداری کامل بریتانیایی‌ها به روم مسجل شد، و همان‌طور که سزار گزارش می‌دهد فرستادگان پنج قبیله بریتانیایی، از جمله کاسی‌ها (و آنکالی‌ها، سگنتیاچی‌ها، سنیمانی‌ها و بیبروکی‌ها) برای درخواست تقاضای صلح به اردوگاه رومی رسیدند و موافقت کردند که جزئیات قلعه کاسیبلونوس را نیز برای او فاش کنند.
سزار او را در آنجا محاصره کرد و او را به توافق رساند. هنگامی که سزار بریتانیا را ترک کرد، از بریتانیایی‌ها گروگانهای زیادی نیز گرفت، اگرچه قبایلی که وادار به دادن گروگان بودند دقیق مشخص نشده‌است.